# لشوو
لشوو (به صربی: Leševo) یک منطقهٔ مسکونی در صربستان است که در کرالیفو واقع شده‌است.